# Liste der Kellergassen in Haugsdorf
Die Liste der Kellergassen in Haugsdorf führt die Kellergassen in der niederösterreichischen Gemeinde Haugsdorf an.
| Foto |                 | Kellergasse                           | Standort                 | Beschreibung |
| ---- | --------------- | ------------------------------------- | ------------------------ | --- |
| ja   | Datei hochladen | Auggenthaler Kellertrift              | KG: Auggenthal Standort  | Die beidseitige Einzelkellergasse liegt in einem Graben, der jenseits der Pulkau liegt. Sie beginnt über einen Kilometer nördlich außerhalb des Dorfs, erstreckt sich über 800 Meter nach Norden, und umfasst 92 Objekte. |
| BW   | Datei hochladen | Kellerbergen                          | KG: Auggenthal Standort  | |
| ja   | Datei hochladen | Kellergasse Kleinhaugsdorf            | KG: Auggenthal Standort  | Die einseitige Einzelkellergasse liegt in einem Graben südlich außerhalb von Kleinhaugsdorf. Auf 180 Meter Länge befinden sich 13 Gebäude. |
| ja   | Datei hochladen | Große Kellertrift                     | KG: Haugsdorf Standort   | Die beidseitige Einzelkellergasse liegt in einem Graben nördlich außerhalb des Dorfs. Sie erstreckt sich über 850 Meter nach Norden, und umfasst 201 Objekte. |
| ja   | Datei hochladen | Kleine Kellertrift                    | KG: Haugsdorf Standort   | Die einseitige Einzelkellergasse liegt an einer Geländekante nördlich außerhalb des Dorfs. Sie erstreckt sich über 400 Meter nach Norden und umfasst 70 Objekte. |
| BW   | Datei hochladen | Am Sandberg/Ziegelofengasse           | KG: Haugsdorf Standort   | Am südlichen Ortsrand von Haugsdorf und am östlichen Ortsrand von Auggenthal befinden sich zum Teil in Hanglage, zum Teil an einer Geländekante 53 Keller, ein Drittel davon umgebaut. Die älteste Datierung ist von 1935. |
| BW   | Datei hochladen | Kellergasse Jetzelsdorf (Kellertrift) | KG: Jetzelsdorf Standort | Das Kellergassensystem liegt im Nordwesten des Dorfs. Es besteht aus einer langen einseitigen Kellergasse an einer in Süd-Nord-Richtung verlaufenden Geländekante, von Südosten her mündet eine Straße ein, an der beidseitig einige Keller liegen. Auf insgesamt 1400 Meter Länge befinden sich 138 Objekte, knapp die Hälfte davon mit Holzgiebel. |
| BW   | Datei hochladen | Kleine Kellergasse Jetzelsdorf        | KG: Jetzelsdorf Standort | Die beidseitige Einzelkellergasse liegt in einem Graben am nordöstlichen Ortsrand. Sie erstreckt sich über 100 Meter nach Norden und umfasst 17 Objekte. |

| Foto:                    | Fotografie der Kellergasse (Gesamtheit). Klicken des Fotos erzeugt eine vergrößerte Ansicht. Daneben finden sich zwei Symbole: \| Weitere Bilder vorhanden \| Das Symbol bedeutet, dass weitere Fotos des Objekts verfügbar sind. Durch Klicken des Symbols werden sie angezeigt. \| \| Eigenes Foto hochladen \| Durch Klicken des Symbols können weitere Fotos des Objekts in das Medienarchiv Wikimedia Commons hochgeladen werden. \| |
| Name:                    | Bezeichnung der Kellergasse |
| Standort:                | Es ist die Katastralgemeinde (KG) angegeben. Durch Aufruf des Links Standort wird die Lage der Kellergasse in verschiedenen Kartenprojekten angezeigt. |
| Beschreibung             | Kurze Beschreibung der Kellergasse |
| Weitere Bilder vorhanden | Das Symbol bedeutet, dass weitere Fotos des Objekts verfügbar sind. Durch Klicken des Symbols werden sie angezeigt. |
| Eigenes Foto hochladen   | Durch Klicken des Symbols können weitere Fotos des Objekts in das Medienarchiv Wikimedia Commons hochgeladen werden. |